# Jiaen
Jiæn（ジーン）は日本のロックバンド。1980年代後半 - 90年代初頭に掛けて活動。1984年結成、1992年解散。

## メンバー

### 解散時のメンバー
- 西城生馬（さいじょう いくま）

ヴォーカル
→　Cosmic Birth・NEW WORLD MONKEY→　西城生馬＆MONOLiTH
2014年6月24日逝去。
- 米村征浩（よねむら ゆきひろ）

ギター、コーラス
KENZI & THE TRIPS(兼任サポートメンバー)
- 鈴木寛（すずき かん）

ベース
→　TOMBI
- 伏原浩（ふしはら ひろし）

ドラム
　→　BLOODY IMITATION SOCIETY　→　KOINU　→　GAS MACHINE

### 途中脱退
- 高岸 秀（たかきし ひでる）

ベース
TOMBI・BreathLites
脱退 - 1980年代後半
- 三橋孝一（みつはし こういち）

ベース　
→BIGPINK　→　SUGAR N' FAT FREE
脱退 - 1991年

## 略歴

### 1984年
- 神奈川県横須賀周辺出身の西城生馬、米村征浩、高岸秀、伏原浩の4人によって結成。
- ベースの高岸秀が脱退、替わりに三橋孝一が加入。
- 88年頃、地元ライブシーンでは話題のバンドとして頭角、その頃の規模としては話題の動員を誇る。

### 1990年
- 90年9月21日、ポニーキャニオンよりアルバム「RISE」でメジャーデビュー。

### 1991年
- 初頭にベースの三橋孝一が脱退、替わりに鈴木寛が加入。
- 6月21日、1stシングル『DiAmond Dust』発売。プロデューサーはBOØWY等のビートバンドを多く手掛けた佐久間正英。
- 7月3日、先行シングルに続き、同じく佐久間プロデュースで、アルバムKool Obsession発売。

### 1992年
- 7月17日、アルバム「GAIN」発売。
- 9月頃、GAINツアー終了後間も無く、解散を発表。
- 10月5日、渋谷エッグマンにて、解散LIVEを行い、解散。